# ミラマックス
ミラマックス（Miramax, LLC、かつての社名はミラマックス・フィルムズ（Miramax Films））としても知られる映画やテレビ番組の製作・配給で知られるアメリカ合衆国のエンターテインメント企業。本社はカリフォルニア州ロサンゼルスにある。1979年12月19日にボブとハーヴェイのワインスタイン兄弟によって設立され、1993年6月30日にウォルト・ディズニー・カンパニーに買収されるまで、独立系映画の配給・製作の大手企業だった。2010年にディズニーから、コロニー・ノーススター、チューター=サリバ・コーポレーション、カタール投資庁の合弁会社であるフィルムヤード・ホールディングスに売却された。2016年、beINメディア・グループに売却された。2019年、beINは株式49％をバイアコムCBS（現：パラマウント・スカイダンス・コーポレーション）に売却することに合意し、2020年4月3日に完了した。

## 来歴
1979年にハーヴェイ&ボブ・ワインスタイン（Harvey and Bob Weinstein）兄弟によってニューヨークで設立された。彼らの両親の名前「Max」と「Miriam」から会社名をMiramaxと名づけたといわれる。
この会社は本来、メジャースタジオでは配給できないと考えられるインディペンデント映画を配給するためにつくられた。特に1990年代、クエンティン・タランティーノをはじめとしたアメリカの新しい傾向の映画作家たちの作品や、『イル・ポスティーノ』をはじめとする世界各国の秀作のアメリカでの配給で一躍その名を高め、90年代半ばのアメリカにおけるインディペンデント映画ブーム・外国映画ブームの震源地となった。その配給作は相次いでアカデミー賞など多くの映画賞を獲得した。1993年6月30日にはディズニーに7000万ドルで売却された。
しかし、次第に小さな映画の製作・配給から、賞狙いがあからさまな作品や歴史大作を頻繁に手がけるようになるなど社風は変化してきた。アカデミー賞に対しても、委員に対する政治的影響力の行使が行われたとの批判もある。
2000年代に入り他のインディペンデント映画製作・配給会社の台頭もありミラマックスの特色は失われてきた。『ドグマ』のように宗教を扱った映画や、『華氏911』などのように政治色の強い映画の配給中止をディズニーから求められたことなどもあり、ワインスタイン兄弟は2005年9月30日に別会社ワインスタイン・カンパニーを作り、ディメンション・フィルムズなど子会社も引き抜いて退社した。10大映画会社にはミラマックスにかわってワインスタイン・カンパニーが入ったとされる。
2009年10月には人員や製作本数の大幅削減が行われ、配給や管理部門も親会社に統合され、2010年初頭には本社をそれまでのニューヨークからカリフォルニア州バーバンクに移転させた。2010年1月にはウォルト・ディズニー・カンパニーと経営統合され、ニューヨークやロサンゼルスの独自のオフィスも閉鎖された。
この後、ディズニーではミラマックスの売却が話題に上るようになった。ミラマックスの映画ライブラリなどの資産を求めてGoogleなどが関心を示したが、2010年7月、親会社のウォルト・ディズニー社は、建設業界の重鎮で投資会社Tutor Periniを経営しているロン・チューターと他数社（コロニー・キャピタル、カタール投資庁など）の投資家グループに約7億ドル（ディズニー購入時の約10倍）で売却する事に合意したと報じられ、そのグループの中には俳優のロブ・ロウも参加していると伝えられた。2010年12月3日に、ディズニーはこれら投資家が結成したグループである「フィルムヤード・ホールディングス」（Filmyard Holdings）へミラマックスを6億6300万ドルで売却することを決定した。これには過去の700本余りの映画、書籍類、製作中の映画や「ミラマックス」という社名も含まれている。
2010年12月にはミラマックスはワインスタイン兄弟のワインスタイン・カンパニーと組んで、ミラマックスの過去の作品の続編製作を行ったり、新たなテレビシリーズの共同製作をしたりするなどの提携事業を行うこととなった。他の映画・ビデオ配給業者と組んだ旧作のソフト化や、ネット事業者と組んだ旧作のネットでの配信など、人気作を多数擁するライブラリを生かすことを重点にした経営が行われている。
2016年3月2日には中東・カタールのbeINメディア・グループ（beIN Media Group）に買収された。さらに米メディア大手バイアコムCBS（現：パラマウント・スカイダンス・コーポレーション）は2019年12月20日、ミラマックスの株式49%を3億7500万ドル（約410億円）で取得することで合意したと発表した。ミラマックスが制作し著作権を保有する約700本の映画を同社のネットワークで配信できるようになる。2020年4月3日に売却は完了し、ビーイン・メディアは引き続き51%の株式を保持する。そのため、日本におけるハピネット（ハピネット・メディアマーケティング）においては、現在米バイアコムCBS傘下の映画会社ミラマックスの作品をパラマウント・レーベルとしてソフト発売・販売を担当している。

## 映画の編集・翻訳・配給に対する批判
ミラマックスは、自社製作映画に対して、また配給権を獲得した海外の映画に対して、アメリカ人観客が受け入れやすくなるよう大幅に編集・改編することが多いため、ワインスタイン兄弟はフィルムに容赦なくハサミを入れる「シザーハンズ」とも揶揄されていた。これを免れた数少ない例は宮崎駿の『もののけ姫』、劇場版『ポケットモンスター』シリーズ（第4作〜第7作）などである（もののけ姫についても、2時間以内への短縮やアメリカ人向けの整理を求める意見はあったが、最終的にはオリジナルを尊重することとなった）。またミラマックスは世界配給権を手に入れることが多いため、ミラマックスを通じて世界へ売られているヨーロッパや中南米、アジアの映画を製作国以外の国（例えば日本）で見る場合、本国のオリジナルに比べ大きくカットされていることは多い。（例：ジュゼッペ・トルナトーレの『マレーナ』はミラマックスによるカット版がイタリアを除く各国で劇場公開され、その後ノーカット・無修正版を収録したDVDが販売されている）
日本においては『Shall we ダンス?』（周防正行監督）の全米における配給を担当したことでその存在を知られるようになったが、その公開に至るミラマックス各部門（編集、翻訳、予告編など）との軋轢の顛末や全米プロモーションの道中については著書『『Shall we ダンス?』アメリカを行く』に詳しい。紛糾の末、周防の納得の行かない予告編が作成され、2時間半近い内容を2時間以内にカットしたバージョンが作られた。このヴァージョンがアメリカのみならずヨーロッパなどでも公開されることになったが、ミラマックスの営業の尽力により全世界での大ヒットに至っている。
吹き替えや字幕などの翻訳でもアメリカ人に受け入れられやすくするための改変が多いといわれる。たとえば『ワンス・アポン・ア・タイム・イン・チャイナ外伝/アイアンモンキー』は字幕つきのオリジナル音声で公開はされたものの、字幕ではアメリカ人になじみのない清朝末期の政治的背景が翻訳されず、編集でもアクションシーン以外の部分が大きく短縮され、映画音楽も差し替えられたために『黄飛鴻のテーマ』が流れないという事態になった。
このほか、多くのアジア映画の配給権を購入したものの劇場でもDVDでも公開せず、その代わりに合法の輸入DVD販売を阻むなど、映画マニアを怒らせたこともある。たとえば『少林サッカー』の配給権を獲得しながら、劇場公開しないまま長期間にわたり死蔵し、その間に無残な予告編を公開した。結局、最終的な劇場公開までの間にファイルの違法ダウンロードと海外版DVDの輸入が大量に行われていた。

## 代表的な映画
- セックスと嘘とビデオテープ Sex, Lies, and Videotape（1989年 配給）
- イル・ポスティーノ Il Postino（1994年 米国での配給）
- パルプ・フィクション Pulp Fiction（1994年 製作・配給）
- クロッシング・ガード The Crossing Guard（1995年 製作・配給）
- イングリッシュ・ペイシェント The English Patient（1996年 製作・配給）
- グッド・ウィル・ハンティング/旅立ち Good Will Hunting（1997年 製作・配給）
- 恋におちたシェイクスピア Shakespeare in Love（1998年 製作・配給）
- ショコラ Chocolat（2000年 製作・配給）
- スパイキッズ Spy Kids（2001年 製作・配給）
- スパイキッズ2 失われた夢の島 Spy Kids 2: The Island of Lost Dreams（2002年 製作・配給）
- シカゴ Chicago（2002年 製作・配給）
- スパイキッズ3-D:ゲームオーバー Spy Kids 3-D: Game Over（2003年 製作・配給）
- キル・ビル Kill Bill（2003年 製作・配給）
- コールド マウンテン Cold Mountain（2003年 製作・配給）
- アビエイター The Aviator（2004年 製作・配給）
- ネバーランド Finding Neverland（2004年 製作・配給）
- プルーフ・オブ・マイ・ライフ Proof（2005年 製作・配給）
- ルックアウト/見張り The Lookout（2007年 製作・配給）
- テンペスト The Tempest（2010年 製作・配給）

## ミラマックス ホーム エンターテイメント
ミラマックス ホーム エンターテイメントは、『タイタニック 深海に沈む真実』、『BIONICLE -マスク・オブ・ライト- ザ・ムービー』、『BIONICLE2 メトロ・ヌイの伝説』というDVD・ビデオ映画もリリースしている。